# Patrizia Kummer
Pour les articles homonymes, voir Kummer.
Patrizia Kummer, née le 16 octobre 1987 à Brigue, est une snowboardeuse suisse spécialisée dans les épreuves de parallèle (slalom et slalom géant). Au cours de sa carrière, elle a notamment remporté une médaille de bronze lors des Championnats du monde 2009 à Gangwon (Corée du Sud) derrière les Autrichiennes Marion Kreiner et Doris Günther et une médaille d'or olympique en 2014. En Coupe du monde, elle compte quatorze victoires à son actif depuis 2010.
Le 19 février 2014, la Valaisanne remporte le titre olympique dans l'épreuve de slalom géant parallèle aux Jeux olympiques d'hiver 2014. Ce succès vient couronner son excellente saison 2013-2014.

## Palmarès

### Jeux olympiques d'hiver
| Épreuve / Édition | Slalom parallèle | Géant parallèle |
| ----------------- | ---------------- | --------------- |
| JO 2014 Sotchi    | 9e               | Or              |

### Championnats du monde
| Épreuve / Édition           | Slalom parallèle | Géant parallèle |
| --------------------------- | ---------------- | --------------- |
| Mondiaux 2007 Arosa         | 13e              | 17e             |
| Mondiaux 2009 Gangwon       | 24e              | Bronze          |
| Mondiaux 2011 La Molina     | 8e               | 12e             |
| Mondiaux 2013 Stoneham      | Argent           | 8e              |
| Mondiaux 2015 Lachtal       | 9e               | 7e              |
| Mondiaux 2017 Sierra Nevada | 7e               | Argent          |

### Coupe du monde
- 3 gros globe de cristal :
  - Vainqueur du classement parallèle en 2012, 2013 et 2014.
- 4 petits globe de cristal :
  - Vainqueur du classement slalom parallèle en 2013, 2014 et 2016.
  - Vainqueur du classement slalom géant parallèle en 2014.
- 23 podiums, dont 15 victoires.

|           | Slalom parallèle                     | Géant parallèle   |
| --------- | ------------------------------------ | ----------------- |
| 2010-2011 | Limone Piemonte                      |                   |
| 2011-2012 | Carezza Jauerling Bad Gastein Moscou | La Molina         |
| 2012-2013 | Bad Gastein                          |                   |
| 2013-2014 | Bad Gastein (2x)                     | Carezza Sudelfeld |
| 2015-2016 | Cortina d'Ampezzo Moscou             |                   |
| 2016-2017 |                                      | Bansko            |
| 2018-2019 | Winterberg                           |                   |